# Ponte del Mare
Il Ponte del Mare è un ponte strallato ciclo-pedonale situato nella città di Pescara che con i suoi 466 metri di lunghezza tra le spalle ed i 172 metri di luce dell'impalcato sospeso, è il più grande ponte ciclo-pedonale italiano ed uno dei maggiori d'Europa.
Tale ponte collega la riviera sud con quella nord del fiume Pescara permettendo di creare la necessaria continuità al Ciclovia Adriatica, la pista ciclabile che percorre tutta la costa da Ravenna a Santa Maria di Leuca.
Costato 7,5 milioni di Euro e realizzato in 19 mesi, il ponte è stato inaugurato e aperto al pubblico il giorno 8 dicembre 2009.

## Progetto

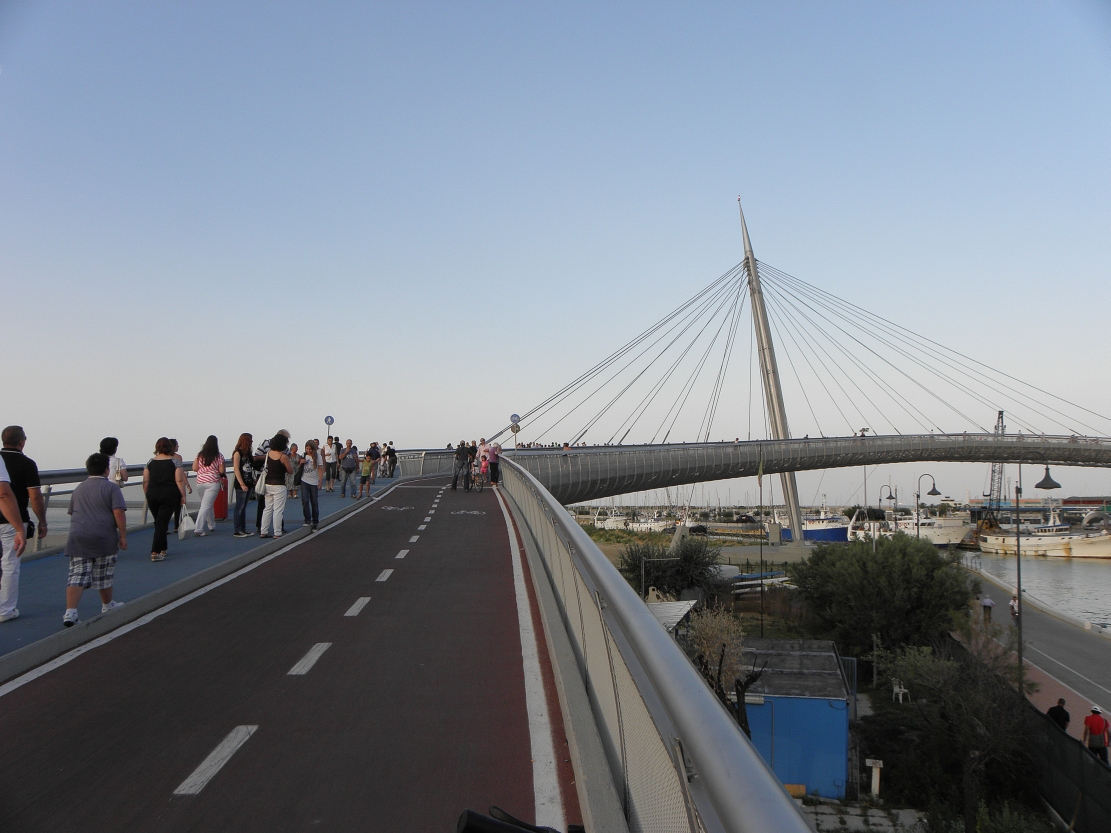
La rampa del ponte dal lato nord

Le prime proposte per un ponte in quella zona si devono allo scultore Vicentino Michetti ed all'ing. Giovanni del Proposto. 
L'architetto altoatesino Walter Pichler disegnò il progetto preliminare, che fu poi sviluppato a livello esecutivo dall'ingegner Mario de Miranda. Il progetto preliminare fu seguito dall'assessore all'urbanistica dell'epoca, arch. Tommaso Di Biase, e fu curato nella direzione dei lavori dall'ingegnere Nicola Di Mascio.
L'allora sindaco, Luciano D’Alfonso, coinvolse nella realizzazione dell'opera, quali finanziatori, alcuni importanti imprenditori della città ed altri attori economici locali come fondazioni bancarie; lo stesso progetto fu donato all'amministrazione comunale dall'architetto.
In seguito alla sua realizzazione il ponte è divenuto in breve tempo un elemento importante del paesaggio urbano, offrendo nuovi scorci della città e diventandone uno dei monumenti più identitari e riconoscibili.

## Caratteristiche tecniche

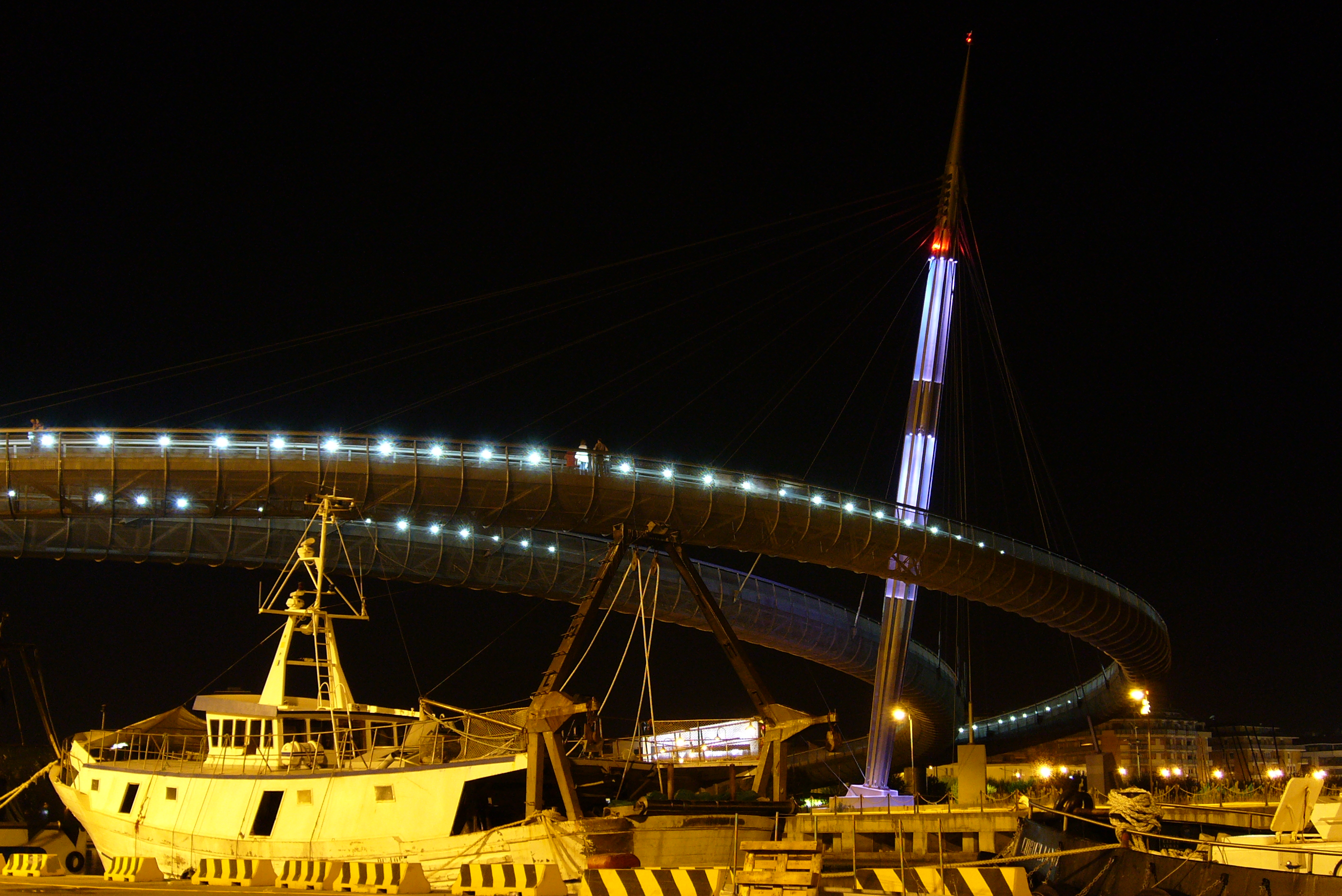
Vista notturna del Ponte sul Mare; si distinguono le due rampe per i percorsi pedonali e ciclabili

Il ponte, dotato di un pilone centrale leggermente inclinato, si articola con un tracciato curvilineo che unisce le due riviere a piazza della Madonnina, a nord e lungomare Papa Giovanni XXIII a sud. La struttura è costituita da due rampe separate, una pista ciclabile larga tre metri e un percorso pedonale largo quattro, che si ricongiungono all'estremità in un'unica struttura larga cinque e che vengono rette da una serie di tiranti inclinati che si ricongiungono al pilone.

L'intervento dal punto di vista urbanistico ricade all'interno dell'ambito territoriale del Piano Particolareggiato denominato P.P.2.

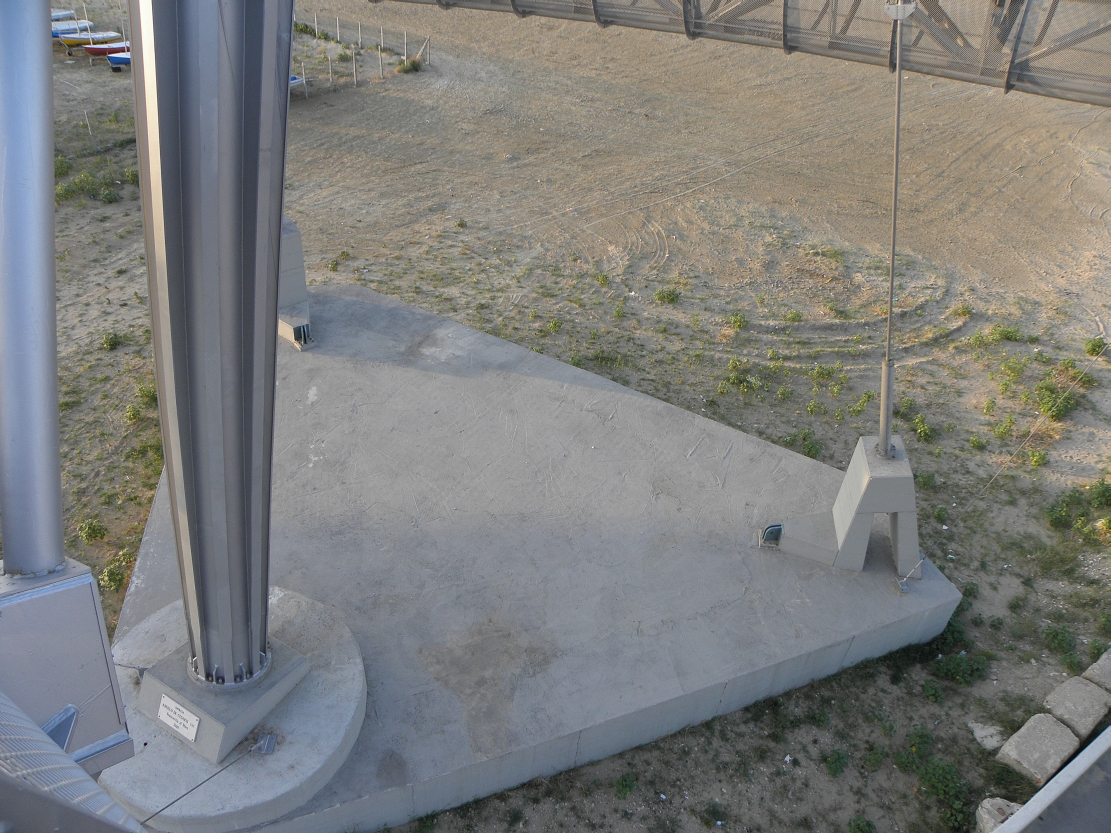
Dettaglio del basamento del pilone

Le rampe di estremità procedono con una sede unica, dedicata all'uso ciclopedonale, di larghezza variabile da 5,95 m a 7,42 m, mentre il tratto centrale di scavalcamento del fiume avviene con due impalcati separati di larghezza di 4,2 m per la sede ciclabile e 3,2 m per la sede pedonale.
La lunghezza complessiva del manufatto è diversa a seconda dei percorsi ciclabili o pedonali:
- tracciato ciclabile: 440,72 m;
- tracciato pedonale: 465,60 m;
- superficie complessiva degli impalcati: 3,108 m².

La pendenza della rampa pedonale non supera il valore dell'8%, accessibile a tutti, come previsto anche dalla normativa per le rampe idonee ai portatori di handicap in carrozzina, la parte ciclabile ha una pendenza media del 7%. La pista pedonale prevede piazzole di sosta in piano ogni 10 m, attrezzate con superfici ad alto attrito che facilitano lo stazionamento delle carrozzine, studiate per agevolare il percorso agli utenti disabili.